# 캘리포니아 대학교 리버사이드
캘리포니아 대학교 리버사이드(University of California, Riverside, 또는 UCR)는 미국 캘리포니아주 리버사이드 군의 리버사이드에 있는 캘리포니아 주립 대학교 캠퍼스이기도 한데, 주립 대학군(群)인 캘리포니아 대학교에 속한다. 흔히 ‘UCR’ 혹은 ‘UC리버사이드’로 줄여 부른다.

## 설립 역사
1907년 남캘리포니아의 농업을 연구하기 위해 캘리포니아 주의회 법령에 따라 리버사이드에 감귤류 실험소를 설립하였다. 1948년 주립 대학군(群)인 캘리포니아대학교의 이사회가 문리과대학의 설립을 승인했으며 1954년 2월에 수업을 시작하였다. 1959년 캘리포니아대학교 이사회가 캘리포니아대학교의 한 캠퍼스로 공표하였고 이후 남캘리포니아의 성장과 맞물려 빠르게 발전했다.

## 학과
2010년 기준 자연·농업과학대학(College of Humanities, Arts, and Social Sciences), 인문·예술·사회과학대학(College of Humanities, Arts, and Social Sciences), 번스 공과대학(Bourns College of Engineering)의 3개 단과대학과 경영대학원(The A. Gary Anderson Graduate School of Management), 교육대학원(Graduate School of Education)의 2개 대학원, 그리고 농업·자연자원학분과(Division), 생체의학분과, 생명과학분과, 대학원분과, 화학·수학분과, 학부분과의 6개 분과를 두었다.

## 캠퍼스
캠퍼스는 로스앤젤레스에서 동쪽으로 80km 떨어진 리버사이드의 고도 340~440m 지대에 위치한다. 부근에 복스스핑링스산(Box Springs Mountain)이 위치하고 리버사이드 도심에서 동쪽으로 5km 떨어져 있다. 2005년에는 리버사이드 카운티의 팜데저트에 ‘UCR 팜데저트 대학원 센터(UCR Palm Desert Graduate Center)’를 조성했다. 부속기관·시설로는 중앙도서관, 토마스 리베라 도서관, 레이먼드 오바크 도서관, 멀티미디어도서관, 팜데저트 대학원 디지털도서관, 학습자료센터, 미술관, 라디오방송국, 사진박물관, 식물원, 대기오염 연구센터와 감귤·사막·건조지대 연구소 등이 있다.

## UCR 한인 대학원생/교수동문회 (KGFA)
2019년 기준 총 22명의 한국인 석박사 대학원생과 9명의 교수가 "UCR 한인 대학원생/교수 동문회" (KGFA)의 회원으로 활동하고 있으며, 홈페이지 보관됨 2019-06-07 - 웨이백 머신에 방문하면 한국인 동문회원 명단 보관됨 2019-06-07 - 웨이백 머신과 더불어 "리버사이드 생활백서 보관됨 2019-06-07 - 웨이백 머신"를 볼 수 있다.
- KGFA 역대 회장 명단
2016-2017년: 화학공학과 장기창
2017-2018년: 화학공학과 유수연
2018-2019년: 영어영문학과 유상근

## 관련 사이트
- (영어) 캘리포니아 대학교 리버사이드  - 공식 웹사이트
- (한국어) UCR 한국인 대학원생/패컬티 동문모임 홈페이지 보관됨 2019-06-07 - 웨이백 머신 - 리버사이드 생활백서 보관됨 2019-06-07 - 웨이백 머신를 제공하고 있다
- (영어) Bourns College of Engineering 홈페이지
- (영어) The College of Natural and Agricultural Sciences 홈페이지
- (영어) Graduate School of Education 홈페이지
- (영어) A. Gary Anderson Graduate School of Management 홈페이지
- (영어) UCR Palm Desert Graduate Center 홈페이지